# Edward Lachman
Edward Lachman A.S.C. (Morristown, 31 maart 1948) is een Amerikaans cameraman en filmregisseur.

## Biografie
Ed Lachman werd in 1948 geboren in Morristown, New Jersey als zoon van Rosabel (Roth) en Edward Lachman, eigenaar van een filmtheater. Hij behaalde een Bachelor of Arts aan de Harvard-universiteit in 1965 om daarna in Frankrijk te gaan studeren aan de Université François-Rabelais in Tours. Vervolgens behaalde hij een Bachelor of Fine Arts (BFA) aan de Ohio University. Lachman regisseerde documentaires en televisiefilms maar oogstte vooral succes als director of photography met verschillende filmprijzen voor zijn camerawerk en nominaties voor onder andere de Oscars in 2003 voor Far from Heaven en in 2016 voor zowel de Oscar als de BAFTA voor Carol.

## Filmografie (selectie)

### Cinematografie
- La Soufrière (1977)
- Lightning Over Water (1980)
- Desperately Seeking Susan (1985)
- Tokyo-Ga (1985)
- Light Sleeper (1992)
- Touch (1997)
- The Virgin Suicides (1999)
- The Limey (1999)
- Erin Brockovich (2000)
- Far from Heaven (2002)
- A Prairie Home Companion (2006)
- Import/Export (2007)
- I'm Not There (2007)
- Life During Wartime (2009)
- Mildred Pierce (2011)
- Paradise trilogy (2012)
- Carol (2015)
- Wiener-Dog (2016)
- Wonderstruck (2017)
- Dark Waters (2019)
- Maria (2024)

## Prijzen en nominaties
De belangrijkste:
| Jaar | Prijs         | Categorie        | Film            | Uitslag     |
| ---- | ------------- | ---------------- | --------------- | ----------- |
| 2003 | Awademy Award | Beste camerawerk | Far from Heaven | Genomineerd |
| 2016 | Academy Award | Beste camerawerk | Carol           | Genomineerd |
| 2016 | BAFTA Award   | Beste camerawerk | Carol           | Genomineerd |